# Amtsgericht Gleiwitz

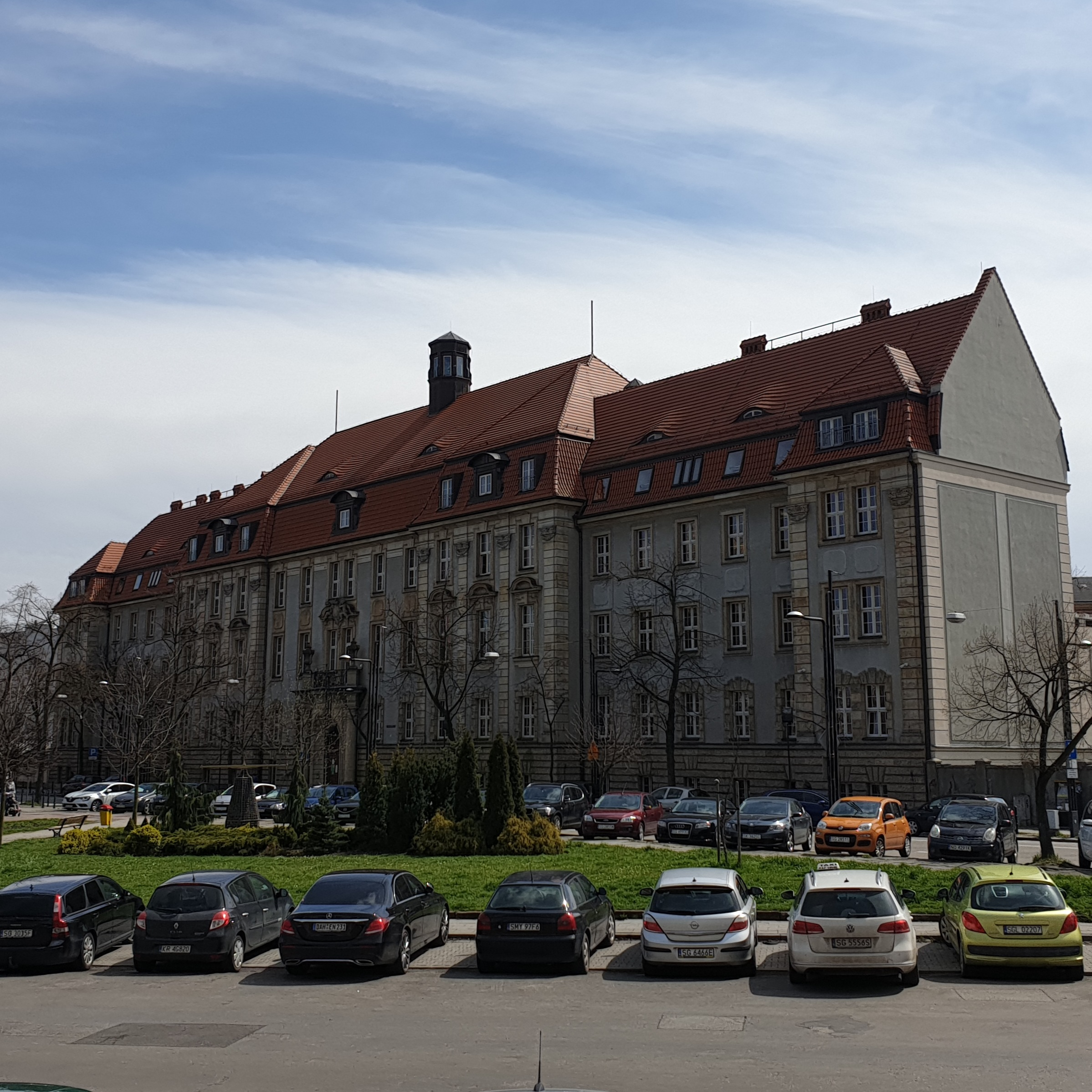
Ehem. Amtsgerichtsgebäude (2021)

Das Amtsgericht Gleiwitz war ein preußisches Amtsgericht mit Sitz in Gleiwitz.

## Geschichte
In Gleiwitz bestand von 1849 bis 1879 das Kreisgericht Gleiwitz. Das königlich preußische Amtsgericht Gleiwitz wurde mit Wirkung zum 1. Oktober  1879 als eines von sechs Amtsgerichten im Bezirk des Landgerichtes Gleiwitz im Bezirk des Oberlandesgerichtes Breslau gebildet. Der Sitz des Gerichtes war  Gleiwitz. Sein Gerichtsbezirk umfasste den Kreis Tost-Gleiwitz außer dem Teil der den Amtsgerichten Peiskretscham, Tarnowitz (gehörte zum Landgericht Beuthen) und Tost zugeordnet war. Am Gericht bestanden 1880 sechs Richterstellen. Das Amtsgericht war damit ein großes Amtsgericht im Landgerichtsbezirk. Zum 1. April 1941 wurde der Landgerichtsbezirk Gleiwitz mit seinen Amtsgerichten dem neugeschaffenen Oberlandesgericht Kattowitz zugeschlagen.
Im Jahre 1945 wurde der Amtsgerichtsbezirk unter polnische Verwaltung gestellt, und die deutschen Einwohner wurden vertrieben. Damit endete auch die Geschichte des Amtsgerichtes Gleiwitz. Unter polnischer Verwaltung entstand das Sąd Rejonowy w Gliwicach (1950–1975: Sąd Powiatowy w Gliwicach).

## Richter
- Johannes Brzoska, Amtsgerichtsrat (1941)[4]